# Castilhon de Gardon
Castilhon de Gard (en francès Castillon-du-Gard) és un municipi francès situat al departament del Gard i a la regió d'Occitània.